# School’s Out (песня)
«School’s Out» — заглавный трек пятого студийного альбома Alice Cooper, написанный фронтменом группы Элисом Купером и гитаристом Майклом Брюсом. Сингл «School’s Out», выпущенный Warner Bros. Records 26 апреля 1972 года, в июле-августе 1972 года три недели возглавлял английский хит-парад синглов и поднялся до 7-го места в Billboard Hot 100. В 2004 году «School’s Out» вошла в список «Величайших песен всех времен» журнала Rolling Stone (#319).
К участию в записи продюсер Боб Эзрин привлек детский хор (позже он повторил тот же трюк в «Another Brick in the Wall (Part 2)». Дети поют здесь куплет из школьной песенки: «Ни тебе карандашей больше, ни тебе книжек, ни учительских грязных взглядов» (англ. No more pencils, no more books, no more teachers’ dirty looks).

## Позиции в хит-парадах
Еженедельные чарты:
| Хит-парад (1972—1973)             | Высшая позиция | Пребывание в чарте |
| --------------------------------- | -------------- | ------------------ |
| Австрия (Ö3 Austria Top 40)       | 12             | 4 недели           |
| Бельгия/Валлония (Ultratop 50)    | 34             | 5 недель           |
| Великобритания (UK Singles Chart) | 1              | 12 недель          |
| Ирландия (IRMA)                   | 2              | 6 недель           |
| Нидерланды (Single Top 100)       | 9              | 7 недель           |
| Норвегия (VG-lista)               | 6              | 4 недели           |
| США (Billboard Hot 100)           | 7              | 13 недель          |
| ФРГ (GfK)                         | 5              | 28 недель          |

Годовые чарты:
| Хит-парад (1972)                    | Позиция |
| ----------------------------------- | ------- |
| США (Billboard Top Pop 100 Singles) | 76      |

## Кавер-версии
- The Sensational Alex Harvey Band — (1976 The Penthouse Tapes)
- 45 Grave (1983, альбом Sleep in Safety)
- Grave Digger (1985, Witch Hunter)
- Krokus (1986, альбом Change of Address)
- Soul Asylum (1998, фильм The Faculty)
- Dave Mustaine и др. (1999, альбом Humanary Stew: A Tribute to Alice Cooper)
- The Last Hard Men (2001)
- A-Teens (2002, альбом Pop 'til You Drop!, дуэт с Элисом Купером)
- GWAR (2006, альбом Beyond Hell)

## Видео
- School’s Out, 1972
- School’s Out: Alice Cooper & the Muppets